# Moran (Wyoming)
Moran ist ein gemeindefreier Ort (unincorporated community) im Teton County im US-Bundesstaat Wyoming.

## Lage
Moran liegt am Ostrand des Grand-Teton-Nationalparks an der Mündung des Buffalo Fork in den Snake River, etwa 50 Kilometer nordnordöstlich des County Seat Jackson auf einer Höhe von 2057 Meter.
Bei Moran treffen die U.S. Highways 26 und 287, die gemeinsam etwa 15 Kilometer weiter westlich am Togwotee Pass auf 2944 m Höhe die Kontinentale Wasserscheide überschritten haben, auf das Tal des Snake River. Der U.S. Highway 287 führt von hier aus nach Norden durch die Nationalparks Grand Teton und Yellowstone, an ihm befindet sich bei Moran eine der Mautstationen für die Einfahrt in den Grand-Teton-Nationalpark. Der U.S. Highway 26 führt nach Süden über Jackson nach Alpine an der Westgrenze Wyomings.

## Geschichte
Ende des 19. Jahrhunderts begannen Siedler der Gegend, passierende Reisende zum Yellowstone-Nationalpark oder nach Idaho zu verköstigen. Bald bauten sie zwei Hotels.
Beim Bau des Jackson-Lake-Damms von 1910 bis 1916 stieg die Einwohnerzahl Morans vorübergehend erheblich.
Im Winter 1933 wurde in Moran mit −52 °C die kälteste je in Wyoming gemessene Temperatur registriert.